# Казанская ТЭЦ-3
Казанская ТЭЦ-3 — крупнейшее энергетическое предприятие в Казани (Приволжский федеральный округ). До 2010 года входил в состав ОАО «Генерирующая компания» холдинга «Татэнерго», c 2010 года вместе с Нижнекамской ТЭЦ (ПТК-1) вошёл в состав АО «ТГК-16» (дочерняя компания АО «ТАИФ»). Установленная электрическая мощность станции — 789,6 МВт, установленная тепловая мощность — 2390 Гкал/час .

## Эксплуатация
Проект строительства Казанской ТЭЦ-3 был разработан Горьковским отделением Всесоюзного Государственного проектного института «Теплоэлектропроект» в мае 1965 года .
Казанская ТЭЦ-3 введена в эксплуатацию 1 января 1968 года . Строительство первой очереди было завершено в 1970 году.
В 1980-1983 годах была введена в строй вторая очередь, в том числе была построена дымовая труба №2 (высотой 240 метров) и градирня №3. Котёл ТПЕ-430 был введён в эксплуатацию в 1982 г. Максимальная производительность котла не превышала 400 т/ч. В 1986-1987 гг. ОРГРЭС, проводя испытания котла, предложил реконструкцию РВП, благодаря чему удалось повысить производительность котла до проектной величины 500 т/ч. . 
ТЭЦ обеспечивает электричеством и теплом предприятия и жителей города Казани. 

## Новое строительство
17 июня 2017 года на станции был введён в эксплуатацию построенный в рамках комплексной модернизации новый блок на базе крупнейшей в России (405,6 МВт) газовой турбины 9HA.01 (GE).

## Перечень основного оборудования
| Агрегат                              | Тип                             | Изготовитель                                     | Количество | Ввод в эксплуатацию     | Основные характеристики | Основные характеристики | Источники   |
| Агрегат                              | Тип                             | Изготовитель                                     | Количество | Ввод в эксплуатацию     | Параметр                | Значение                | Источники   |
| ------------------------------------ | ------------------------------- | ------------------------------------------------ | ---------- | ----------------------- | ----------------------- | ----------------------- | ----------- |
| Оборудование паротурбинных установок |                                 |                                                  |            |                         |                         |                         |             |
| Паровой котёл                        | ТГМ-84А,Б                       | Таганрогский котельный завод «Красный котельщик» | 4          | 1971 г. 1972 г. 1973 г. | Топливо                 | газ                     | [ 6 ] [ 7 ] |
| Паровой котёл                        | ТГМ-84А,Б                       | Таганрогский котельный завод «Красный котельщик» | 4          | 1971 г. 1972 г. 1973 г. | Производительность      | 420 т/ч                 | [ 6 ] [ 7 ] |
| Паровой котёл                        | ТГМ-84А,Б                       | Таганрогский котельный завод «Красный котельщик» | 4          | 1971 г. 1972 г. 1973 г. | Параметры пара          | 140 кгс/см2, 560 °С     | [ 6 ] [ 7 ] |
| Паровой котёл                        | ТПЕ-430                         | Таганрогский котельный завод «Красный котельщик» | 1          | 1982 г.                 | Топливо                 | газ                     | [ 6 ] [ 7 ] |
| Паровой котёл                        | ТПЕ-430                         | Таганрогский котельный завод «Красный котельщик» | 1          | 1982 г.                 | Производительность      | 500 т/ч                 | [ 6 ] [ 7 ] |
| Паровой котёл                        | ТПЕ-430                         | Таганрогский котельный завод «Красный котельщик» | 1          | 1982 г.                 | Параметры пара          | 140 кгс/см2, 560 °С     | [ 6 ] [ 7 ] |
| Паровой котёл                        | ТПЕ-429                         | Таганрогский котельный завод «Красный котельщик» | 2          | 1983 г.                 | Топливо                 | газ                     | [ 6 ] [ 7 ] |
| Паровой котёл                        | ТПЕ-429                         | Таганрогский котельный завод «Красный котельщик» | 2          | 1983 г.                 | Производительность      | 400 т/ч                 | [ 6 ] [ 7 ] |
| Паровой котёл                        | ТПЕ-429                         | Таганрогский котельный завод «Красный котельщик» | 2          | 1983 г.                 | Параметры пара          | 140 кгс/см2, 560 °С     | [ 6 ] [ 7 ] |
| Паровая турбина                      | Т-27/33-1,28                    | Уральский турбинный завод                        | 1          | 2015 г.                 | Установленная мощность  | 24 МВт                  | [ 6 ] [ 7 ] |
| Паровая турбина                      | Т-27/33-1,28                    | Уральский турбинный завод                        | 1          | 2015 г.                 | Тепловая нагрузка       | 100 Гкал/ч              | [ 6 ] [ 7 ] |
| Паровая турбина                      | Р-50-130/13                     | Уральский турбинный завод                        | 1          | 1971 г.                 | Установленная мощность  | 50 МВт                  | [ 6 ] [ 7 ] |
| Паровая турбина                      | Р-50-130/13                     | Уральский турбинный завод                        | 1          | 1971 г.                 | Тепловая нагрузка       | 188 Гкал/ч              | [ 6 ] [ 7 ] |
| Паровая турбина                      | Т-50/130                        | Уральский турбинный завод                        | 1          | 1972 г.                 | Установленная мощность  | 50 МВт                  | [ 6 ] [ 7 ] |
| Паровая турбина                      | Т-50/130                        | Уральский турбинный завод                        | 1          | 1972 г.                 | Тепловая нагрузка       | 92 Гкал/ч               | [ 6 ] [ 7 ] |
| Паровая турбина                      | Т-105/120-130                   | Уральский турбинный завод                        | 1          | 1973 г.                 | Установленная мощность  | 105 МВт                 | [ 6 ] [ 7 ] |
| Паровая турбина                      | Т-105/120-130                   | Уральский турбинный завод                        | 1          | 1973 г.                 | Тепловая нагрузка       | 168 Гкал/ч              | [ 6 ] [ 7 ] |
| Паровая турбина                      | Р-20/40-130/30                  | Уральский турбинный завод                        | 1          | 1981 г.                 | Установленная мощность  | 20 МВт                  | [ 6 ] [ 7 ] |
| Паровая турбина                      | Р-20/40-130/30                  | Уральский турбинный завод                        | 1          | 1981 г.                 | Тепловая нагрузка       | 175 Гкал/ч              | [ 6 ] [ 7 ] |
| Паровая турбина                      | ПТ-135/165-130/15               | Уральский турбинный завод                        | 1          | 1983 г.                 | Установленная мощность  | 135 МВт                 | [ 6 ] [ 7 ] |
| Паровая турбина                      | ПТ-135/165-130/15               | Уральский турбинный завод                        | 1          | 1983 г.                 | Тепловая нагрузка       | 305 Гкал/ч              | [ 6 ] [ 7 ] |
| Оборудование газотурбинной установки |                                 |                                                  |            |                         |                         |                         |             |
| Газовая турбина                      | 9HA.01                          | General Electric                                 | 1          | 2017 г.                 | Топливо                 | газ                     | [ 6 ] [ 7 ] |
| Газовая турбина                      | 9HA.01                          | General Electric                                 | 1          | 2017 г.                 | Установленная мощность  | 405,6 МВт               | [ 6 ] [ 7 ] |
| Газовая турбина                      | 9HA.01                          | General Electric                                 | 1          | 2017 г.                 | tвыхлопа                | °C                      | [ 6 ] [ 7 ] |
| Котёл-утилизатор                     | HRSG 401/121–17,13/6,15-571/322 | CMI Energy, Бельгия                              | 1          | 2017 г.                 | Топливо                 | выхлоп ГТД              | [ 6 ] [ 7 ] |
| Котёл-утилизатор                     | HRSG 401/121–17,13/6,15-571/322 | CMI Energy, Бельгия                              | 1          | 2017 г.                 | Производительность      | 455 Гкал/ч              | [ 6 ] [ 7 ] |
| Котёл-утилизатор                     | HRSG 401/121–17,13/6,15-571/322 | CMI Energy, Бельгия                              | 1          | 2017 г.                 | Параметры пара          | 149 кгс/см2, 562 °С     | [ 6 ] [ 7 ] |
| Водогрейное оборудование             |                                 |                                                  |            |                         |                         |                         |             |
| Водогрейный котел                    | ПТВМ-100                        | Белгородский котельный завод                     | 4          | 1968 г.                 | Топливо                 | газ                     | [ 6 ]       |
| Водогрейный котел                    | ПТВМ-100                        | Белгородский котельный завод                     | 4          | 1968 г.                 | Тепловая мощность       | 100 Гкал/ч              | [ 6 ]       |
| Водогрейный котел                    | КВГМ-180                        | Барнаульский котельный завод                     | 2          | 1981 г. 1982 г.         | Топливо                 | газ                     | [ 6 ]       |
| Водогрейный котел                    | КВГМ-180                        | Барнаульский котельный завод                     | 2          | 1981 г. 1982 г.         | Тепловая мощность       | 180 Гкал/ч              | [ 6 ]       |